# Presidente da Síria
O Presidente da Síria é o chefe de estado da Síria. O titular do cargo tem amplos poderes que podem ser delegados, a seu exclusivo critério, ao Vice-Presidente. Ele pode nomear e destituir o Primeiro-Ministro e outros membros do Conselho de Ministros (o gabinete) e até mesmo oficiais militares.

## Tempo de Mandato e reeleições
A constituição da Síria determina que o Presidente tem um mandato de sete anos, podendo ser renovado somente uma única vez.

## Critérios de Elegibilidade
De acordo com os artigos 84 e 85 da constituição da Síria, o candidato ao mandato de Presidente da República Árabe da Síria deve:
1. Adquirir o apoio de pelo menos 35 membros da Assembleia do Povo;
2. Ter pelo menos a idade de 40 anos;
3. Ter vivido constitucionalmente na Síria pelo menos dez anos antes da eleição disputada;
4. Ter nascido na Síria;
5. Ter pais que nasceram na Síria;
6. Não ser casado com um cônjuge estrangeiro.

Além disso, a Constituição afirma que "A religião do Presidente da República é o Islã" e que "O Estado deve respeitar todas as religiões e garantir a liberdade de realizar todos os rituais que não prejudiquem a ordem pública". 

## Poderes
Além de ser o chefe do poder executivo, o presidente da Síria tem outras funções governamentais, incluindo assuntos externos, o direito de dissolver o Conselho Popular desde que um novo conselho seja eleito dentro de noventa dias a contar da data da dissolução.

## Ligações Externas
- Página do Presidente da Síria no Facebook
- Presidente da Síria no Instagram